# Flugunfall einer Tupolew Tu-154 der Libyan Arab Airlines
Der Flugunfall einer Tupolew Tu-154 der Libyan Arab Airlines ereignete sich am 2. Dezember 1977. An diesem Tag verunglückte eine mit 165 Insassen auf einem Haddsch-Charterflug von Dschidda nach Bengasi befindliche Tupolew Tu-154A der Balkan Bulgarian Airlines, welche im Auftrag der Libyan Arab Airlines betrieben wurde. Der Unfall, welcher sich bei einer missglückten Notlandung ereignete, forderte das Leben von 59 Passagieren.
Bis zum Korean-Air-Flug 803 handelte es sich um den schwersten Flugunfall in Libyen. Für die Libyan Arab Airlines handelte es sich um den zweitschwersten Flugunfall, der bis dahin schwerste hatte sich auf dem Libyan-Arab-Airlines-Flug 114 ereignet. Für die Balkan Bulgarian Airlines war es nach dem TABSO-Flug 101 ihrer Vorgängergesellschaft ebenfalls der zweitschwerste Unfall.

## Maschine
Bei der betroffenen Maschine handelte es sich um eine 1974 gebaute Tupolew Tu-154A, welche die Werksnummer 74A054 und die Modellseriennummer 0054 trug. Die Maschine war im Werk von Tupolew in Kuibyschew gebaut worden. Das Roll-Out und der Erstflug erfolgten im Januar 1974. Die Tupolew wurde dann an die Egyptair ausgeliefert und von dieser am 24. Februar 1974 mit dem Luftfahrzeugkennzeichen SU-AXH und dem Taufnamen Ptah-Howait in Betrieb genommen. Die Maschine ging am 19. März 1975 an die Aeroflot, bei der sie mit dem Kennzeichen CCCP-85054 zugelassen wurde. Die Maschine wurde im Anschluss für die Sowjetische Luftwaffe betrieben. Ab dem 20. Juni 1975 folgte ein Einsatz im Leasing für die Malév als HA-LCK, ehe die Maschine zum 20. Dezember 1975 wieder an die Aeroflot zurückkehrte. Der Balkan Bulgarian Airlines gehörte die Maschine seit dem 30. Mai 1977 an, seit November 1977 betrieb diese die Tupolew für die Libyan Arab Airlines im Wet-Lease. Das dreistrahlige Mittelstrecken-Schmalrumpfflugzeug war mit drei Strahltriebwerken des Typs Kusnezow NK-8-2U ausgestattet. Bis zum Unfallzeitpunkt hatte die Maschine eine Gesamtbetriebsleistung von 3.700 Betriebsstunden abgeleistet.

## Passagiere, Besatzung und Flugplan
Bei der Maschine handelte es sich um eine von sechs Tupolew Tu-154, die im Jahr 1977 von der Balkan Bulgarian Airlines für Haddsch-Flüge an die Libyan Arab Airlines verleast wurden. Neben 159 vorwiegend libyschen Pilgern befand sich eine sechsköpfige bulgarische Besatzung an Bord.

## Unfallhergang
Die Maschine war vom internationalen Flughafen Dschidda in Saudi-Arabien abgeflogen und flog zum Flughafen Benina in der Nähe der libyschen Stadt Bengasi. Der ägyptische Luftraum war zu diesem Zeitpunkt für libysche Flüge geschlossen. Dies zwang die Piloten, Umwege zu fliegen, wodurch sich der Flug verlängerte. Berichten zufolge hatte die Besatzung keinen längeren Flug einkalkuliert. Entsprechend befanden sich über den für die Flugstrecke kalkulierten Bedarf hinaus keine allzu großen Vorräte an Kerosin an Bord.
Als sich die Maschine Bengasi näherte, herrschte am Boden dichter Nebel, sodass die Piloten die Maschine nicht landen konnten. Während die Piloten versuchten, einen alternativen Flughafen zu finden, den sie ansteuern könnten, ging der Maschine allmählich der Treibstoff aus. Die Piloten versuchten noch, den La Abraq International Airport bei Al-Baida zu erreichen. Schließlich kam es an der Maschine bedingt durch Treibstoffmangel zu Triebwerksaussetzern. Die Maschine musste daraufhin notgelandet werden. Bei der Notlandung starben 59 Menschen.

## Ursache
Die Besatzung hatte bei der Berechnung der Treibstoffmenge nicht die politische Situation in der Region zu diesem Zeitpunkt berücksichtigt. Nachdem es vier Monate vor dem Unfall zum Libysch-Ägyptischen Grenzkrieg gekommen war, hatte Ägypten seinen Luftraum für libysche Flugzeuge gesperrt. Die Maschine musste Ägypten umfliegen, wodurch ein höherer Kerosinverbrauch anfiel. Der Kerosinvorrat beim Erreichen von Bengasi war schließlich so gering, dass die Besatzung nicht mehr die Planungssicherheit hatte, einen anderen Flughafen sicher anzusteuern.